# Жебсайм
Жебса́йм (фр. Jebsheim) — коммуна на северо-востоке Франции в регионе Гранд-Эст (бывший Эльзас — Шампань — Арденны — Лотарингия), департамент Верхний Рейн, округ Кольмар — Рибовилле, кантон Кольмар-2. До марта 2015 года коммуна административно входила в состав упразднённого кантона Андольсайм (округ Кольмар).
Площадь коммуны — 14,85 км², население — 1081 человек (2006) с тенденцией к росту: 1207 человек (2012), плотность населения — 81,3 чел/км².

## Население
Численность населения коммуны в 2011 году составляла 1192 человека, а в 2012 году — 1207 человек.
| 1962 | 1968 | 1975 | 1982 | 1990 | 1999 | 2005 | 2006 | 2010 | 2011 | 2012 |
| ---- | ---- | ---- | ---- | ---- | ---- | ---- | ---- | ---- | ---- | ---- |
| 692  | 740  | 917  | 871  | 918  | 1013 | 1052 | 1081 | 1169 | 1192 | 1207 |

Динамика населения:

## Экономика
В 2010 году из 756 человек трудоспособного возраста (от 15 до 64 лет) 603 были экономически активными, 153 — неактивными (показатель активности 79,8 %, в 1999 году — 74,7 %). Из 603 активных трудоспособных жителей работали 560 человек (302 мужчины и 258 женщин), 43 числились безработными (18 мужчин и 25 женщин). Среди 153 трудоспособных неактивных граждан 53 были учениками либо студентами, 65 — пенсионерами, а ещё 35 — были неактивны в силу других причин.
На протяжении 2011 года в коммуне числилось 456 облагаемых налогом домохозяйств, в которых проживало 1187 человек. При этом медиана доходов составила 22479 евро на одного налогоплательщика.

## Достопримечательности (фотогалерея)

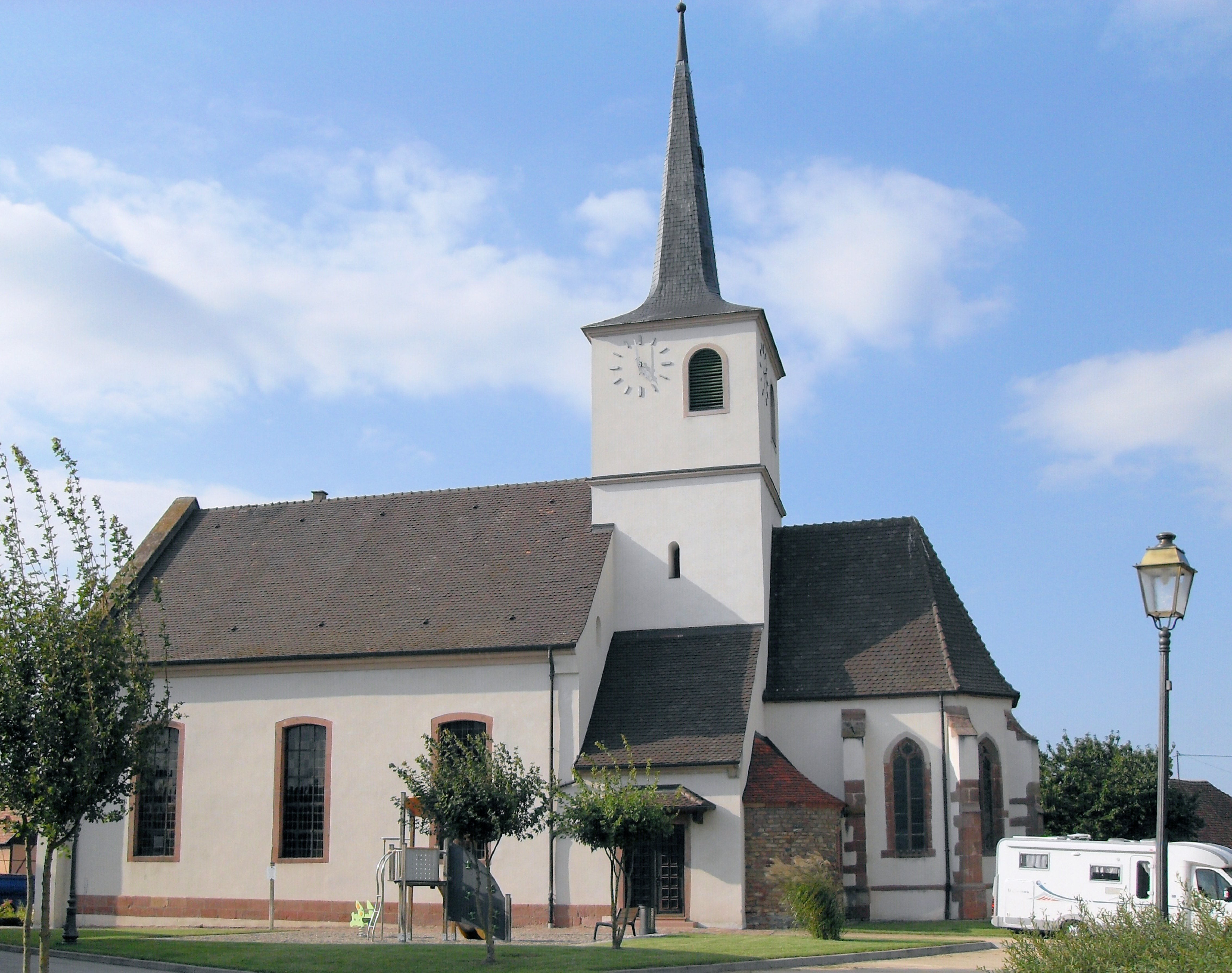
Протестантская церковь
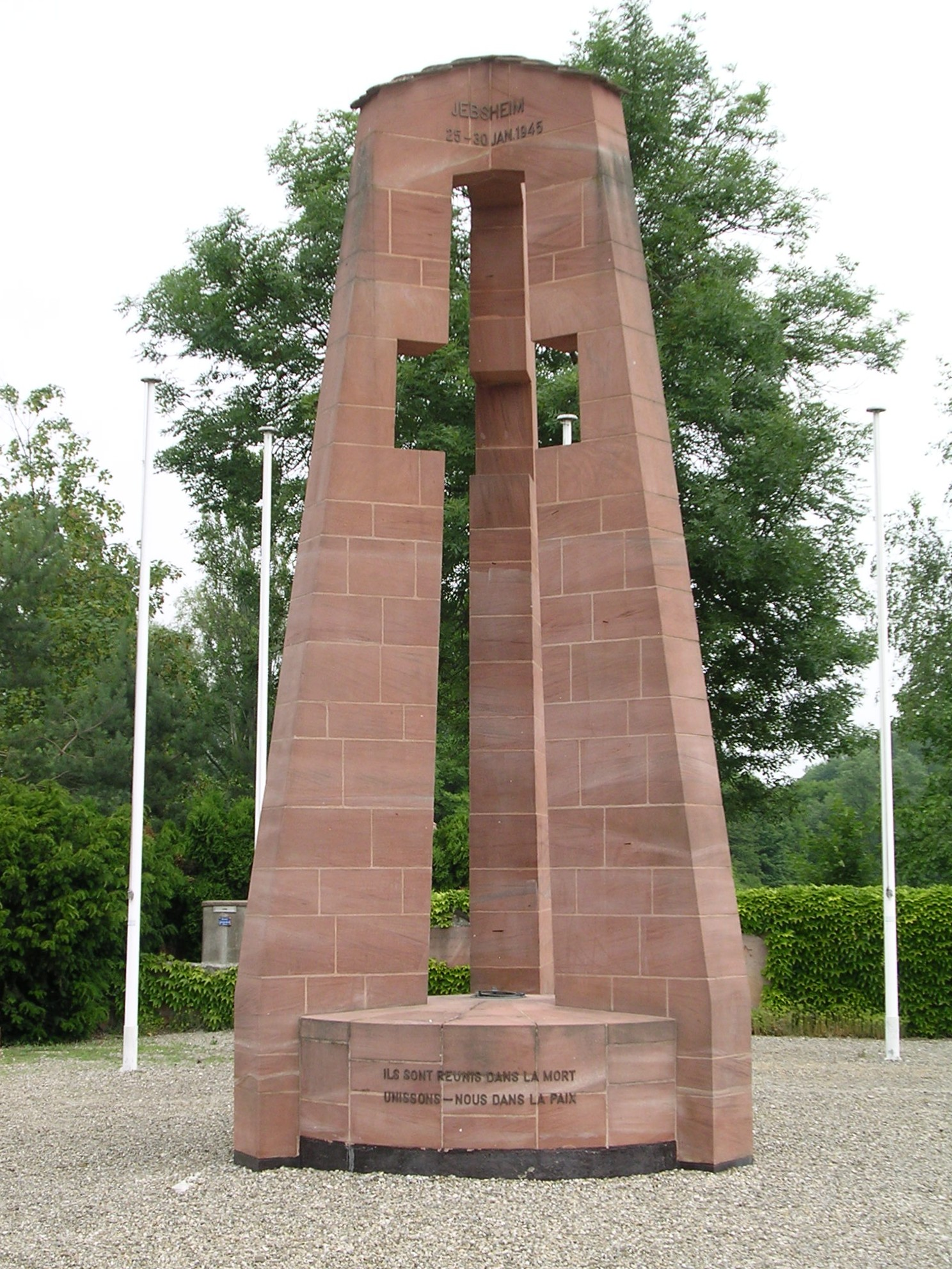
Мемориал
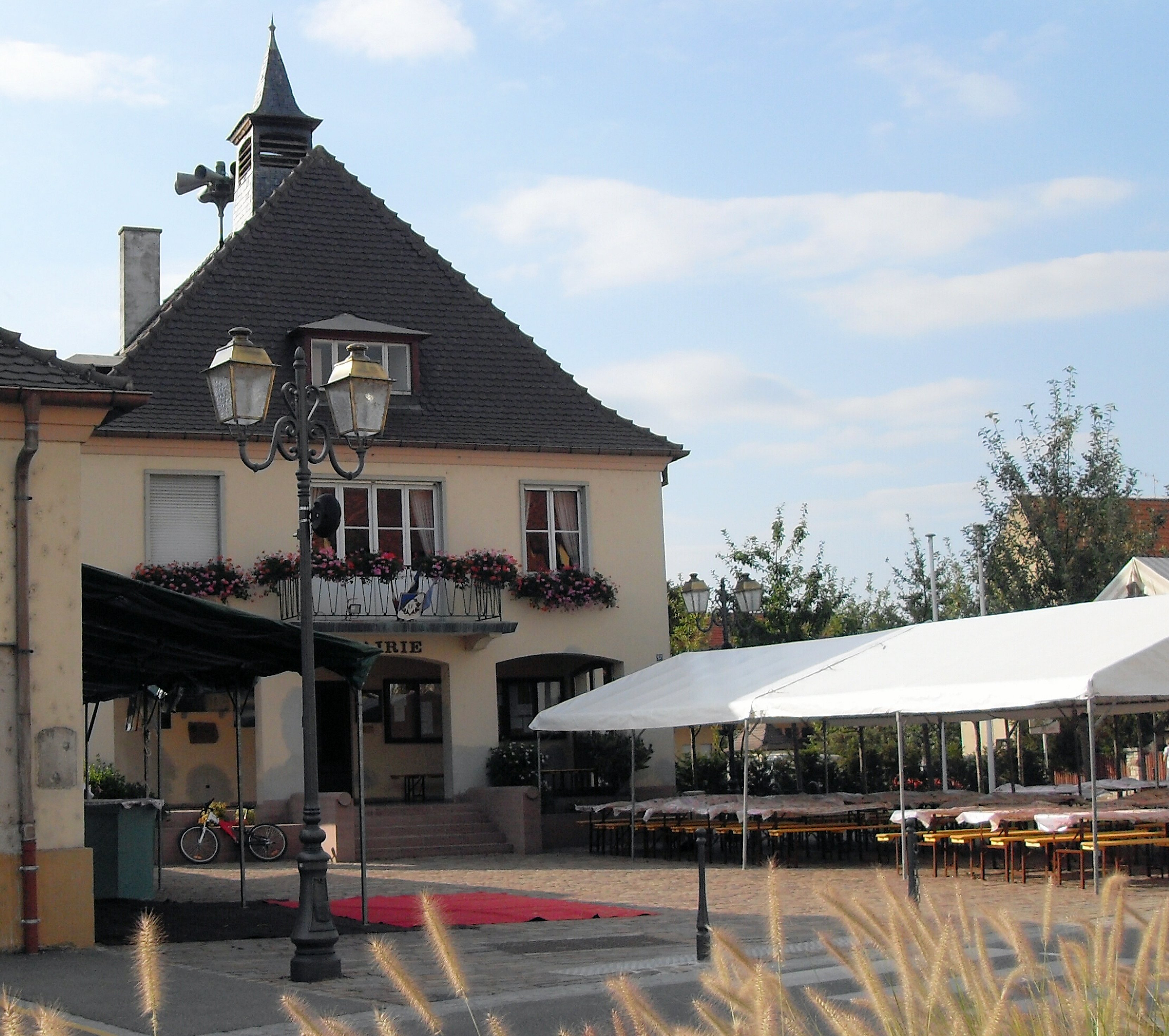
Здание мэрии